# Maracziwka
Maracziwka (ukr. Марачівка) – wieś na Ukrainie, w obwodzie chmielnickim, w rejonie sławuckim.

## Historia
Pod koniec XIX w. wieś znajdowała się w gminie Chorowiec w powiecie zasławskim guberni wołyńskiej Imperium Rosyjskiego. Mieszkało tu 669 osób w 119 domach. Wieś należała do parafii prawosławnej w Baczmanowce. Miejscowi katolicy należeli do parafii Berezdów (dekanat Nowogród Wołyński).
Po traktacie ryskim w 1921 r. wieś znalazła się na terytorium USRR. Od 1991 r. w granicach niepodległej Ukrainy.
6 października 2000 r. bp Jan Olszański erygował w Maracziwce rzymskokatolicką parafię pw. Miłosierdzia Bożego. Należy ona do dekanatu Połonne diecezji kamienieckiej. Obejmuje katolików z Maracziwki i Baczmaniwki. Liczy 125 wiernych.
Współcześnie w Polsce miejscowość jest najbardziej znana z biografii Franceski Michalskiej, która mieszkała tu pod władzą sowiecką w okresie wielkiego głodu.